# 双靡
双靡，大夏被月氏臣服後建立的五部翕候之一，首都在雙靡城，《漢書．西域傳》中記載它距離都護（西域都護府）三千七百四十一里，距離陽關七千七百八十二里，一般認為該國應在今阿富汗境內，在公元前30年-公元前80年间和其它三部翕侯被另一翕侯贵霜所灭~